# Caloi
Carlos Loiseau, más conocido como Caloi (Salta, 9 de noviembre de 1948 - Adrogué, 8 de mayo de 2012), fue un dibujante, historietista y conductor de televisión argentino. Creó el clásico personaje Clemente y el igualmente clásico programa de televisión Caloi en su tinta, que también conducía.

## Biografía
Caloi publicó sus primeros trabajos como profesional en 1966 en la revista Tía Vicenta. Un año después publicó una serie llamada «Artista, Flor, Ejecutivo» en María Belén. Entre 1968 y 1971 fue dibujante de la revista Análisis en las secciones humorística y política. También en 1968 empezó a trabajar para el diario Clarín.
Durante los años 1970 realizó varias campañas publicitarias para los cigarrillos Parliament. En 1970, realizó un cortometraje de dibujos: Las invasiones inglesas, conocido hoy, pero que en su momento pasó desapercibido.
En Clarín aparecieron desde 1973 las tiras diarias de Clemente y Bartolo y una página de humor en la revista Viva. Entre 1976 y 1982 colaboró con la revista deportiva El Gráfico. Entre 1981 y 1982 hizo la campaña gráfica de la empresa La Europea. Participó también en campañas de Terrabusi, Cervecería Quilmes, Molinos Río de la Plata, el Programa de Erradicación de la Violencia en los Estadios de Fútbol, Laboratorio B y K, Lotería de Jujuy y Quini 6, entre otras.
Llevó a su personaje Clemente a la televisión en 1982. Caloi era el guionista y director del programa hecho con muñecos que se transmitió diariamente por Canal 13 hasta 1989 y por varias emisoras de la Argentina.
En febrero de 1984 nació el León de Caloi, símbolo que River Plate utilizó en su camiseta y que acompañó al club a ganarlo todo en 1986 de la mano de Héctor Bambino Veira: campeonato de Primera División 85/86, la Copa Libertadores y la Copa Intercontinental en Japón, los primeros dos títulos internacionales para la institución.
En 1987, se realizó una muestra de su obra, denominada Veinte años no es nada, visitada por 110 000 personas. En 1990, creó el ciclo Caloi en su tinta, dedicado a la difusión del cine de animación de autor. Fue premiado en numerosas oportunidades y se emitió por Canal 7 (canal público de Argentina). En 1995 dibujó la portada del álbum Otro le Travaladna del grupo de rock Divididos.
Entre junio y julio de 2002 dirigió un ciclo de microprogramas, nuevamente con Clemente como protagonista, emitido por el estatal Canal 7. Esta vez el programa se hizo con animación 3D. En 2004, Caloi fue declarado «Personalidad destacada de la cultura» y su personaje de historietas más famoso, Clemente, fue nombrado «patrimonio cultural de la ciudad», por la Legislatura de la Ciudad.
El 10 de marzo de 2009, fue declarado «ciudadano ilustre de Buenos Aires». Vivió en Adrogué, localidad del sur del Gran Buenos Aires. Durante el Mundial de Fútbol de 2010 participó con la empresa YPF para una publicidad donde actuaba Clemente, animado en 3 dimensiones. En 2012, la Fundación Konex le otorgó el Premio Konex de Platino en la disciplina Humor e Historieta.
Falleció de cáncer colorrectal el 8 de mayo de 2012, a la edad de 63 años.

## Obra

### Historieta e ilustración
- 1968: El libro largo de Caloi. Buenos Aires: Ediciones Hombre Nuevo.
- 1972: Humor libre de Caloi. Buenos Aires: Nueva Senda.
- 1973: Caloidoscopio. Buenos Aires: Nueva Senda.
- 1975: Aquí me pongo a cantar. Buenos Aires: Notabil.
- 1977: Mi Buenos Aires querido. Buenos Aires: Ediciones del Pájaro y el Cañón.
- 1977: Clemente (y Bartolo) 1. Buenos Aires: Ediciones del Pájaro y el Cañón.
- 1977: Clemente (y Bartolo) 2. Buenos Aires: Ediciones del Pájaro y el Cañón.
- 1978: Clemente (y Bartolo) 3. Buenos Aires: Ediciones del Pájaro y el Cañón.
- 1978: Clemente (y Bartolo) 4. Buenos Aires: Ediciones del Pájaro y el Cañón.
- 1978: Clemente y el mundial. Buenos Aires: Ediciones del Pájaro y el Cañón.
- 1979: Clemente 5. Buenos Aires: Ediciones del Pájaro y el Cañón.
- 1979: Caloi, Clemente y el psicoanálisis. Buenos Aires: Ediciones del Pájaro y el Cañón.
- 1980: Clemente 10. Buenos Aires: El Cid Editor.
- 1980: Clemente 11. Buenos Aires: El Cid Editor.
- 1980: Clemente 12. Buenos Aires: El Cid Editor.
- 1987: Clemente 13. Buenos Aires: Puntosur.
- 1987: Con todo el humor del alma. Buenos Aires: Puntosur.
- 1987: Con el deporte no se juega. Buenos Aires: Ediciones de la Flor.
- 1988: Con el deporte no se juega 2. Buenos Aires: Ediciones de la Flor.
- 1988: Veinte años no es nada. Buenos Aires: Hyspamérica.
- 1988: Clemente 14. Buenos Aires: Puntosur.
- 1989: Clemente 15. Buenos Aires: Puntosur.
- 1989: Caloi, Clemente y el psicoanálisis (reedición ampliada).. Buenos Aires: Puntosur.
- 1989: Humor de amores. Buenos Aires: Ediciones de la Flor.
- 1990: Mi Buenos Aires querido (reedición ampliada).. Buenos Aires: Ediciones de la Flor.
- 1991: Humeurs d’amour. París (Francia): Glénat..
- 1992: Con todo el humor del alma (reedición).. Buenos Aires: Ediciones de la Flor.
- 1993: Todo es cultura. Buenos Aires: Ediciones de la Flor.
- 1994: Con el deporte no se juega 3. Buenos Aires: Ediciones de la Flor.
- 1996: El libro de Clemente. Buenos Aires: Ediciones de la Flor.
- 1998: Clemente 1 (nueva serie).. Buenos Aires: Ediciones de la Flor.
- 2000: Con el deporte no se juega 4. Buenos Aires: Ediciones de la Flor.
- 2001: Clemente 2 (nueva serie).. Buenos Aires: Ediciones de la Flor.
- 2004: Desafortunados en el humor. Buenos Aires: Ediciones de la Flor.

### Cine
- 1980: Buenos Aires, la tercera fundación
- 2000: Una historia de tango (cortometraje)
- 2008: Imaginadores (documental)
- 2012: Ánima Buenos Aires

### Televisión
- 1990-1999, 2001-2003, 2005-2008: Caloi en su tinta (TV Pública 1990-1999, 2005-2008, Canal (á) 2001-2003)

## Postura política
Caloi fue un humorista gráfico de conocida militancia en el Peronismo, al punto tal que, en la visita que realiza Alejandro Álvarez el fundador de la Organización Guardia de Hierro, a Perón en el exilio en España, le lleva de obsequio una ilustración de Caloi, con esta dedicatoria: "Para el General Perón de parte de su Soldado Dibujante, Caloi".